# Podatek od środków transportowych
Podatek od środków transportowych – podatek, w którym przedmiotem opodatkowania są środki transportu.

## Podatek od środków transportowych w Polsce
W Polsce opodatkowane są środki transportu, których dopuszczalna masa całkowita wynosi powyżej 3,5 t. Podatek ten płacą osoby fizyczne, prawne będące właścicielami środków transportu oraz traktowane na równi z nimi jednostki organizacyjne nieposiadające osobowości prawnej, na które środek transportowy jest zarejestrowany. Podatnikami są również wyjątkowo posiadacze środków transportowych zarejestrowanych na terytorium RP, powierzone przez zagraniczną osobę fizyczną lub prawną podmiotowi polskiemu. W przypadku, gdy środek transportowy stanowi współwłasność, obowiązek podatkowy ciąży solidarnie na współwłaścicielach. Obowiązek podatkowy nie ciąży natomiast na podmiotach, które czasowo wycofały środek transportowy z ruchu (na podstawie decyzji organu rejestrującego wydanej na wniosek na okres od 2 do 9 miesięcy). Podatek jest płatny w dwóch równych ratach tj. do 15 lutego i do 15 września każdego roku. Zgodnie z przepisami Ordynacji podatkowej kwotę podatku zaokrągla się do pełnych złotych.
Obowiązek podatkowy powstaje z dniem 1 stycznia. Jeżeli nabycie pojazdu następuje w ciągu roku, obowiązek podatkowy od pierwszego dnia kolejnego miesiąca. Jeśli obowiązek podatkowy powstał:
1. po dniu 1 lutego, a przed 1 września danego roku, podatek za ten rok płatny jest w dwóch ratach proporcjonalnie do czasu trwania obowiązku podatkowego w terminie:
  1. w ciągu 14 dni od powstania obowiązku podatkowego – I rata
  2. do dnia 15 września danego roku – II rata
2. od dnia 1 września danego roku, podatek jest płatny jednorazowo w terminie 14 dni od dnia powstania obowiązku podatkowego.

Jeżeli obowiązek podatkowy powstał lub wygasł w ciągu roku, podatek za ten rok ustala się proporcjonalnie do liczby miesięcy, w których obowiązek istniał.
Opodatkowaniu podatkiem od środków transportowych podlegają:
1. samochody ciężarowe o dopuszczalnej masie całkowitej powyżej 3,5 tony i poniżej 12 ton,
2. samochody ciężarowe o dopuszczalnej masie całkowitej równej lub wyższej niż 12 ton,
3. ciągniki siodłowe i balastowe przystosowane do używania łącznie z naczepą lub przyczepą o dopuszczalnej masie całkowitej zespołu pojazdów od 3,5 tony i poniżej 12 ton,
4. ciągniki siodłowe i balastowe przystosowane do używania łącznie z naczepą lub przyczepą o dopuszczalnej masie całkowitej zespołu pojazdów równej lub wyższej niż 12 ton,
5. przyczepy i naczepy, które łącznie z pojazdem silnikowym posiadają dopuszczalną masę całkowitą od 7 ton i poniżej 12 ton, z wyjątkiem związanych wyłącznie z działalnością rolniczą prowadzoną przez podatnika podatku rolnego,
6. przyczepy i naczepy, które łącznie z pojazdem silnikowym posiadają dopuszczalną masę całkowitą równą lub wyższą niż 12 ton, z wyjątkiem związanych wyłącznie z działalnością rolniczą prowadzoną przez podatnika podatku rolnego,
7. autobusy.

Ustawowe zwolnienia:
1. pod warunkiem wzajemności – środki transportowe będące w posiadaniu przedstawicielstw dyplomatycznych, urzędów konsularnych i innych misji zagranicznych;
2. środki transportowe stanowiące zapasy mobilizacyjne;
3. pojazdy specjalne oraz pojazdy używane do celów specjalnych w rozumieniu przepisów o ruchu drogowym;
4. pojazdy zabytkowe w rozumieniu przepisów o ruchu drogowym (czyli wpisane do rejestru zabytków lub ujęte w wojewódzkiej ewidencji zabytków).

Zwrotem podatku od środków transportowych objęte jest wykorzystywanie środków transportowych (oprócz autobusów) w dowozie i odwozie na maksymalną odległość w linii prostej do 150 km na terytorium Polski w transporcie kombinowanym w rozumieniu przepisów o transporcie drogowym. Kwotę zwrotu podatku ustala się w odniesieniu do liczby jazd z ładunkiem lub bez ładunku, wykonanych przez środek transportu w przewozie koleją.
Inne zwolnienia przedmiotowe mogą być wprowadzane przez rady gmin w drodze uchwał. Zakaz statuowania zwolnień o charakterze generalnym.
Podstawa opodatkowania

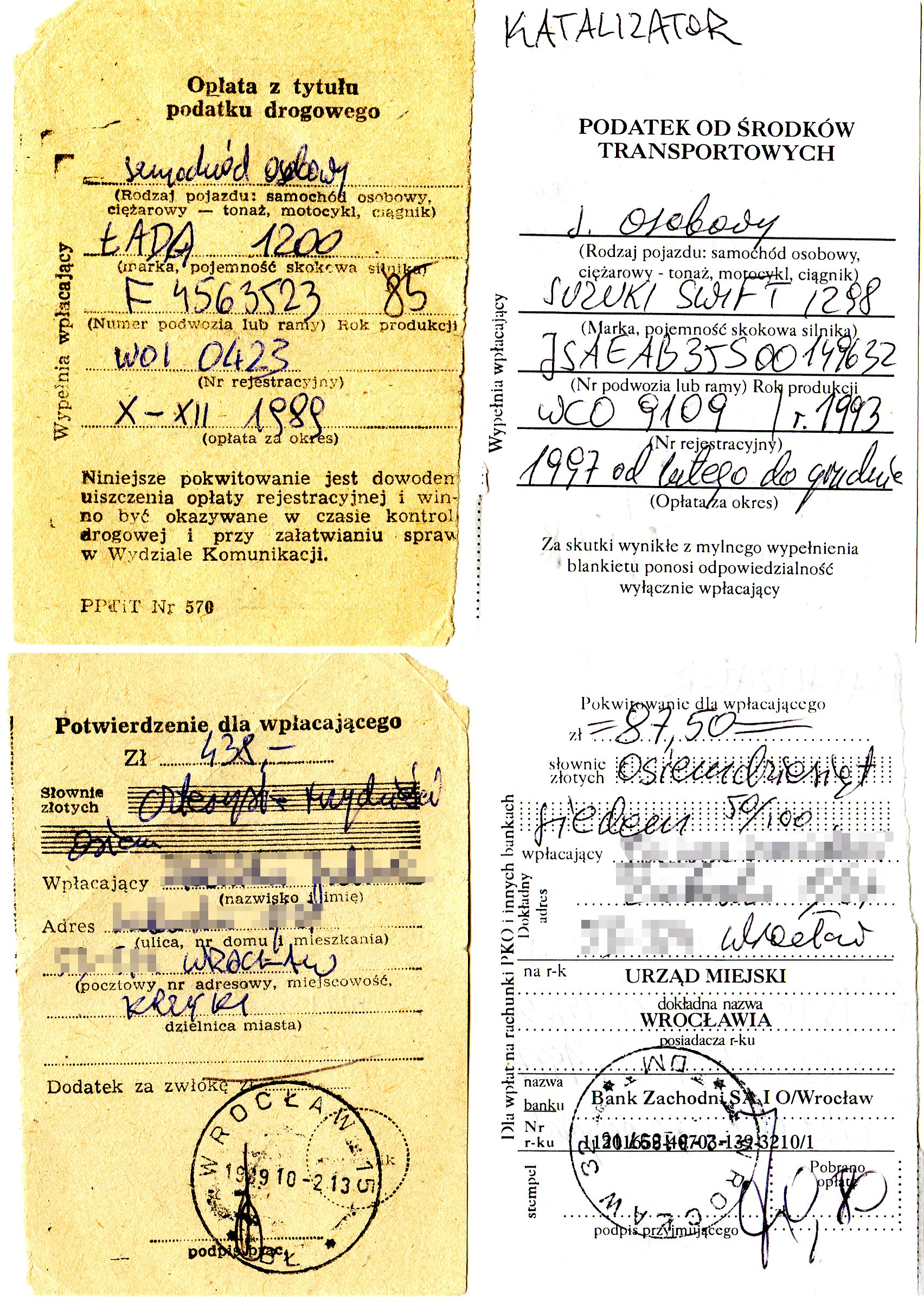
Dowody wpłat podatku drogowego i podatku od środków transportowych sprzed roku 1998

- stanowi ją liczba posiadanych przez podatnika środków transportowych;
- stawki mają charakter kwotowy, ich wysokość określają w drodze uchwały rady gmin

Obowiązek podatkowy
- powstaje od pierwszego dnia miesiąca, następującego po miesiącu, w którym środek transportowy został zarejestrowany, a w przypadku nabycia pojazdu zarejestrowanego – od pierwszego dnia miesiąca, następującego po miesiącu, w który środek transportowy został nabyty;
- lub od pierwszego dnia miesiąca, następującego po miesiącu, w którym środek transportowy został ponownie dopuszczony do ruchu;
- wygaśnięcie następuje z końcem miesiąca, w którym środek transportowy został wyrejestrowany lub wydana została decyzja o jego czasowym wycofaniu z ruchu.

Organ podatkowy
- organ wykonawczy gminy, na której terenie znajduje się miejsce zamieszkania lub siedziba podatnika;
- współwłasność – organ gminy miejsca zamieszkania osoby, która została wpisana jako pierwsza w dowodzie rejestracyjnym pojazdu

Zobowiązanie podatkowe
- powstaje z mocy prawa;
- podatek płatny bez wezwania

### Samochody osobowe
Do roku 1997 podatek od środków transportowych zobowiązani byli opłacać również właściciele samochodów osobowych (do początku lat 90. podatek ten nosił nazwę podatku drogowego). Później wprowadzono 10,5% udział w akcyzie od paliw silnikowych, przekazywany gminom jako część tzw. kwoty rekompensującej wchodzącej w skład subwencji ogólnej dla gmin.

### Podstawa prawna
- Ustawa z dnia 12 stycznia 1991 r. o podatkach i opłatach lokalnych (Dz.U. z 2025 r. poz. 707)

 Zapoznaj się z zastrzeżeniami dotyczącymi pojęć prawnych w Wikipedii.